# Alberto Fujimori
Pour les articles homonymes, voir Fujimori.
Alberto Kenya Fujimori (prononcé [alˈβeɾto fuxiˈmoɾi] ou [fu(ɟ)ʝiˈmoɾi]), né le 26 juillet 1938  à Lima où il meurt le 11 septembre 2024, est un homme d'État péruvien d'origine japonaise, président de la République du 28 juillet 1990 au 22 novembre 2000.
Pendant ses mandats de chef de l’État, il met fin à l'insurrection armée conduite par le Sentier lumineux et rétablit la stabilité macroéconomique du pays. Toutefois, sa présidence est marquée par un autoritarisme, par des violences militaro-policières, un programme de stérilisation forcée de centaines de milliers de femmes indigènes et par des affaires de corruption. Face à la contestation de sa réélection en 2000, il fuit au Japon. En 2004, Transparency International le cite parmi les dix anciens chefs d’États les plus corrompus des vingt dernières années.
Mis en cause par la justice dans des tueries perpétrées sous prétexte d'opérations de contre-guérilla, il est extradé au Pérou, puis condamné à 25 ans de prison pour crimes contre l'humanité et à huit ans pour corruption. Il est gracié en 2017 par le président Kuczynski ; la Cour suprême annule cette grâce l’année suivante, la justice l’emprisonnant à nouveau. En 2023, cette dernière ordonne sa libération immédiate.

## Jeunesse
Fujimori est né à Lima de parents japonais, Naoichi Fujimori (藤森 直一, Fujimori Naoichi, 1897-1971) et Mutsue Fujimori (藤森 ムツエ, Fujimori Mutsue, 1913-2009), qui étaient natifs de Kumamoto et avaient émigré au Pérou en 1934. La naissance fut déclarée au consulat japonais pour que le bébé conserve la citoyenneté japonaise par « droit du sang » car ses parents pensaient pouvoir retourner au Japon. Cependant, lorsque le Japon entra dans la Seconde Guerre mondiale, le Pérou fut le premier pays d'Amérique latine à entrer en guerre aux côtés des États-Unis.
La réussite économique de la communauté japonaise ne fit qu'exacerber le ressentiment de la population péruvienne et beaucoup de Japonais furent persécutés et envoyés en camps de concentration aux États-Unis. Plus de 600 Japonais trouvèrent la mort durant la mise à sac de leurs petits commerces. De nombreux Japonais fuirent le Pérou et malgré la confiscation de leur atelier de réparation de pneumatiques, la famille Fujimori resta à Lima.
Il étudia à l'école de la Merced, puis au collège Alfonso Ugarte, où il sortit premier de sa promotion.
Ingénieur agronome de formation, il est aussi professeur de mathématiques, puis a ensuite été recteur de l'université Agraria de La Molina et fut deux fois président de la Commission nationale des recteurs d'universités péruviennes (Asamblea Nacional de Rectores).
Deux de ses enfants poursuivent une carrière politique au Pérou :
- sa fille, Keiko Fujimori (née en 1975), se présente aux élections présidentielles de 2011, 2016 et 2021, perdant à chaque fois au second tour.
- son fils, Kenji Fujimori (né en 1980), député. Il est suspecté par la justice péruvienne de blanchiment d'argent[2].

Il divorce d'avec Susana Higuchi en 1994. Celle-ci est alors formellement démise de son titre de Première dame, qui est remis à leur fille aînée. Elle dénonce dès lors certains agissements criminels de la famille de son mari, et reconnaît celui-ci comme un tyran et dirigeant d'un gouvernement corrompu. Elle tente de se présenter aux élections en 1995 mais Alberto Fujimori fait changer la loi électorale pour l'en empêcher. C’est elle qui dénonce le scandale de la corruption du clan Fujimori dans les années 1990. Elle témoigne en 2001, devant le Congrès, des tortures qui lui ont été infligées par les services secrets de son mari.
Trois de ses frères et sœurs fuient le Pérou après la chute de son gouvernement, recherchés par la justice pour enrichissement illicite et association de malfaiteurs. Ils auraient détourné des dons japonais destinés aux pauvres du Pérou durant la présidence de leur frère.

## Ascension politique
Fujimori remporte de manière inattendue l'élection présidentielle de 1990 avec son nouveau parti Cambio 90, mettant en ballottage le célèbre écrivain Mario Vargas Llosa et l'emportant au second tour. Fujimori a profité de plusieurs éléments politiques locaux :
- le désenchantement de la population à la suite de la présidence d'Alan García et de son parti l'Alliance populaire révolutionnaire américaine (APRA) ;
- le rejet de la campagne de Vargas Llosa annonçant des réformes économiques libérales nécessaires selon lui d'après le contexte d'alors.

Enfin, pour certains commentateurs politiques, l'ascendance japonaise de Fujimori a pu lui rallier le vote populaire, une bonne partie des Péruviens étant d'ascendance amérindienne ; et comme lui ne parlait que peu l'espagnol, cela le distinguait du reste du personnel politique, souvent d'ascendance plus particulièrement espagnole. Fujimori fut surnommé el Chino (« le Chinois »).

## Président de la République

### Libéralisation de l’économie
Pour relancer une économie à bout de souffle, Fujimori renie ses promesses de campagne et se lance dans une libéralisation économique de grande envergure — rapidement rebaptisée « Fujishock ». Sous la tutelle du FMI, il s’engage dans de grandes réformes de l'économie péruvienne, plus drastiques encore que ce que Vargas Llosa avait prévu. La monnaie est dévaluée de 200 %, les prix augmentent fortement (en particulier l'essence, dont le prix est multiplié par 30), des centaines d'entreprises publiques sont privatisées et 300 000 emplois sont supprimés. Le gouvernement obtient rapidement des résultats spectaculaires : le pays sort de la récession et atteint un niveau de croissance particulièrement élevé certaines années (+12 % du PIB en 1994) et l'inflation, qui avait atteint 2 700 % en 1989, se résorbe.
Le bilan social reste cependant beaucoup moins reluisant. La majorité de la population n'a pas profité des années de forte croissance, qui n'auront finalement fait qu'accentuer les écarts entre riches et pauvres. Le taux de pauvreté s'est maintenu aux alentours des 50 %, un niveau comparable à celui de fin de mandat d'Alan Garcia.
Une grande partie des sommes dégagées par les privatisations ont été englouties par la corruption. En 2004, Transparency International le cite parmi les dix ex-chefs d’États les plus corrompus pour ces vingt dernières années.

### Crise de 1992
Le 5 avril 1992, Alberto Fujimori organisa un coup de force (en espagnol : autogolpe ou auto-coup d'État). La politique présidentielle se trouvait alors partiellement entravée par le Parlement, qui comprenait une forte proportion d'élus des partis d'opposition FREDEMO et APRA.
Fujimori annonce l'instauration d'un « gouvernement d'urgence et de reconstruction nationale », invoquant la lutte contre le terrorisme et le trafic de drogue. Le Parlement est dissous, des partis d'opposition sont interdits et la presse est censurée. À cela s’ajoutent l'emprisonnement de dizaines de journalistes et dirigeants politiques et le massacre de plus d'une centaine de militants maoïstes au pénitencier Castro-y-Castro, dans ce qui aurait été une tentative de mutinerie. Fujimori ordonne l'arrestation d'Alan García, son prédécesseur social-démocrate à la présidence, mais celui-ci avait fui au Chili dès l'annonce du coup de force et s'exile pour l'Europe.
Au commencement, avec la dissolution du Congrès et la restructuration du système judiciaire, les Péruviens ont peu protesté. Selon les sondages, ce fut le moment de plus forte popularité du président, avec 70 % d'opinions favorables. En raison de la situation économique et de la pauvreté, beaucoup tablaient sur le « Fujishock ». La popularité officielle de Fujimori reposait en partie sur les réseaux clientélistes ; dans les quartiers populaires, les habitants devaient manifester leur soutien au président ou perdre les rations alimentaires distribuées aux cantines. Les services de renseignements surveillaient par ailleurs la population.
La réaction internationale fut en partie négative. Les organisations financières internationales reportèrent leurs prêts. Les États-Unis, l'Allemagne et l'Espagne annulèrent toute aide au Pérou, sauf l'aide humanitaire. Le Venezuela rompit ses relations diplomatiques. L'Argentine et le Chili réclamèrent que le Pérou soit suspendu de l'Organisation des États américains (OEA). Le coup d'État, par ses conséquences diplomatiques, mit en danger les réformes économiques en coupant le Pérou d'une partie de ses partenaires commerciaux.
Cependant, l'OEA et le gouvernement de George H. W. Bush reconnurent officiellement Fujimori comme chef légitime du Pérou, malgré le non-respect des règles démocratiques. Leur crainte était de voir le pays s'affaiblir, alors que les États-Unis venaient de signer en 1991 un accord de coopération militaire avec le Pérou pour lutter contre les producteurs de coca. De plus, le gouvernement américain commençait à s'inquiéter du mouvement du Sentier lumineux (Sendero Luminoso en espagnol) d'Abimael Guzmán.
Le 13 novembre 1992, une tentative militaire de coup d'État échoue à renverser Fujimori, qui se réfugie temporairement, en pleine nuit, dans l'ambassade japonaise.
En 1993, le Pérou adopte une nouvelle Constitution. D'inspiration néolibérale, le texte facilite la privatisation d’entreprises publiques, les coupes budgétaires, le recul des droits des travailleurs, et un cadre normatif et fiscal très favorable aux entreprises étrangères, favorisant notamment l'implantation de nombreuses multinationales minières. En avril 1995, au plus fort de sa popularité, Fujimori est réélu et son parti obtient la majorité absolue au Congrès. Il bat Javier Pérez de Cuéllar, ancien secrétaire général des Nations unies.

### Guerre avec l’Équateur
Quelques jours après son élection, le conflit territorial à la frontière avec l'Équateur est relancé. Les combats prennent place au sein de la Guerre du Cenepa provoquant de quelques dizaines à plusieurs centaines de morts. Cédant une partie du territoire réclamé, Fujimori signa un accord de paix avec l'Équateur, mettant fin à près de deux siècles de conflits territoriaux en Amazonie. Cet accord permit également d'obtenir des fonds internationaux pour développer la région frontalière.
Fujimori avança également dans les discussions avec le Chili au sujet du traité d'Ancón.

### Lutte contre la guérilla
Beaucoup de Péruviens créditent Fujimori d'avoir mis fin aux insurrections armées conduites par les groupes maoïste du Sentier lumineux (Sendero Luminoso) et socialiste du Mouvement révolutionnaire Tupac Amaru (MRTA), qui s'opposaient militairement au gouvernement. Pour permettre cela, Fujimori a accordé à l'état-major militaire le pouvoir d'arrêter les personnes suspectées de terrorisme et de les juger, en secret, par des tribunaux militaires. Dans le même temps, Fujimori encourageait les habitants à former des patrouilles de campagne (rondas campesinas) pour veiller à la sécurité des zones rurales.
Fujimori est accusé d'avoir permis les arrestations et assassinats de milliers de Péruviens innocents, d'avoir miné les droits et libertés individuels au profit de l'armée, sans compter les ruraux qui ont pu se trouver pris au milieu des opérations de l'armée et du Sentier lumineux. Néanmoins, en 1992, l'arrestation du principal dirigeant du PCP-SL, Abimael Guzmán, entraine une réduction significative des actions de la guérilla, et Fujimori se posa en vainqueur.[réf. nécessaire]
Le rapport final de la commission « Vérité et Réconciliation » du gouvernement péruvien, publié le 28 août 2003, soutient toujours la thèse de Fujimori voulant que la majorité des atrocités commises entre 1980 et 1995 sont bien le fait du Sentier lumineux. Toutefois, ce rapport affirme également que les forces armées péruviennes sont coupables de la destruction de villages et de meurtres de paysans suspectés d'aider les terroristes, comme le massacre de 47 habitants, enfants compris, de Cayara (département d'Ayacucho) en 1988. Les officiers responsables furent condamnés à des peines de prison de trois mois à un an ; mais beaucoup ne furent pas condamnés, faute de preuve ou de témoin.
Les révélations, en 2002, sur le dénouement de la prise d'otages de la résidence de l'ambassadeur du Japon à Lima parlent également contre le comportement de l'armée. Du 17 décembre 1996 au 22 avril 1997, les miliciens du groupe Mouvement révolutionnaire Tupac Amaru (MRTA) prennent en otage 800 personnes (diplomates, hauts-fonctionnaires et dignitaires du régime) dans la résidence de l'ambassadeur japonais. Malgré la libération de la plupart des otages, le gouvernement Fujimori a refusé, en échange, de délivrer des prisonniers membres du MRTA. L'armée prend la résidence d'assaut le 22 avril : sont tués deux soldats, un otage (le juge de la Cour suprême, Carlos Ernesto Giusti) ainsi que les 14 preneurs d'otages. Selon les témoignages d'otages libérés, plusieurs membres du commando se sont rendus aux militaires mais ont été sommairement exécutés. Le seul otage tué, opposant notoire à Fujimori, aurait été exécuté sur ordre du chef des services secrets et bras droit du président, Vladimiro Montesinos.
Montesinos entretient des liens étroits avec la CIA et les services secrets qu'il dirige reçoivent 10 millions de dollars de l'agence pour soutenir les activités de contre-guérilla du gouvernement. Les ventes d'armes des États-Unis au Pérou ont par ailleurs quadruplé sous la présidence de Fujimori.
En 1995, Alberto Fujimori amnistia tous les membres de l'armée et de la police péruvienne accusés ou coupables d'abus contre les droits de l'homme entre 1980 et 1995.

### Stérilisations forcées de femmes autochtones
Alberto Fujimori fait démarrer une campagne de stérilisations forcées dans certaines régions rurales du pays. Empreint d'eugénisme, le programme est essentiellement dirigé contre les populations autochtones : 330 000 femmes et 25 000 hommes en seront victimes selon un rapport du ministère de la Santé. L'objectif aurait été de juguler la démographie afin de bénéficier d'une aide économique accrue promise par les États-Unis, mais également de réduire des populations fortement défavorisées et suspectes de sympathies pour la guérilla du Sentier lumineux,.

### Départ du pouvoir

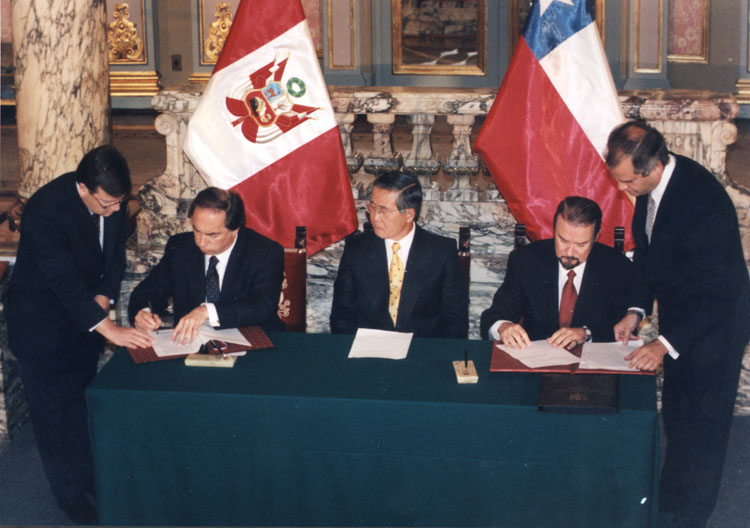
Alberto Fujimori (au centre) en 1999.

Malgré l'interdiction constitutionnelle de briguer un troisième mandat présidentiel, Fujimori se porta candidat pour les élections de 2000 en prétextant que le premier mandat avait eu lieu sous l'ancienne Constitution. La télévision est totalement contrôlée, la presse à scandales s'attaque durement aux adversaires de Fujimori (Alejandro Toledo est notamment décrit comme étant cocaïnomane).
Il est déclaré vainqueur de l'élection présidentielle, avec 74 % des voix au second tour, face à Alejandro Toledo. Mais ses opposants dénoncent des irrégularités et Alejandro Toledo demande l'annulation de l'élection. Dans ce contexte, remonte le scandale de corruption autour de Vladimiro Montesinos (une vidéo de Montesinos corrompant un député d'opposition est diffusée).
Alberto Fujimori fuit le pays pour le Japon et, le 17 novembre, le Congrès péruvien vote sa destitution. Après un intérim assuré par Valentín Paniagua, Alejandro Toledo est élu président de la République.

## Après la présidence

### Exil et poursuites judiciaires
Alberto Fujimori, qui n'a pas abandonné sa nationalité japonaise lors de la réforme de la loi sur la citoyenneté de 1985, demeure au Japon.
Le 5 septembre 2001, deux mois avant l'exil, le ministre de la Justice péruvien met en accusation le président Fujimori pour homicide. En mars 2003, à la demande du gouvernement péruvien, Interpol émet un notice rouge contre Fujimori pour meurtre, kidnapping et crime contre l'humanité.
En septembre 2003, le gouvernement d'Alejandro Toledo fait une demande d'extradition de l'ancien président aux autorités japonaises. Cependant, le Japon et le Pérou n'ont pas conclu de traité d'extradition. Le gouvernement péruvien prévoit de faire présenter, par leur ministre de la Justice, les dossiers d'inculpation au gouvernement japonais et de lui rappeler que Fujimori a la double nationalité.

### Emprisonnement
Il est arrêté le 7 novembre 2005, quelques heures après être arrivé à Santiago du Chili. Il y a expliqué qu'il voulait regagner le Pérou et se porter candidat à la présidence, bien que toute fonction publique lui soit interdite dans ce pays jusqu'en 2011. Le 6 janvier 2006, il annonce officiellement sa candidature à l'élection présidentielle d'avril 2006. Le Conseil électoral péruvien n'interdit qu'aux délinquants condamnés de se porter candidat à la présidence, mais de nombreux observateurs s'attendent à ce que la candidature de Fujimori soit rejetée.
Fujimori, voyant que le procès permettant de l'extrader avance, décida de jouer sa dernière carte en juin 2007 et annonça sa candidature à la Chambre des conseillers, la chambre haute du Parlement japonais, ou Diète, sous les couleurs du Nouveau Parti du peuple (NPP), créant ainsi une tension entre le Chili et le Japon. Il est néanmoins battu aux élections sénatoriales japonaises du 29 juillet 2007.
Plusieurs charges sont retenues contre Fujimori :
- meurtre, pour le massacre de Barrios Altos en 1991 et la mort de quinze personnes dînant dans un quartier pauvre de Lima, dont un enfant de 8 ans. Ils furent tués par un escadron de la mort nommé Grupo Colina et qui aurait agi sur ordre de Montesinos ;
- meurtre, pour le massacre de l'université de La Cantuta en 1992 et la mort de neuf étudiants et d'un professeur soupçonnés d'appartenir au Sentier lumineux, commis par le même escadron ;
- le Congrès vota également à l'unanimité l'accusation contre Fujimori d'être responsable de la détention et de la disparition de 67 étudiants de la ville andine de Huancayo et de la disparition de plusieurs habitants de la ville côtière de Chimbote pendant les années 1990.

Alberto Fujimori a plusieurs fois déclaré que ces accusations et ces procédures étaient politiques et infondées. Il a créé, depuis le Japon, un nouveau parti, Sí Cumple, pour participer à l'élection présidentielle de 2006. La commission nationale électorale rappela en septembre 2003 qu'il ne pouvait se présenter jusqu'en 2011, le Congrès l'ayant accusé d'avoir abandonné son poste en fuyant le pays.
Après cinq ans d'exil volontaire au Japon, il est arrêté au Chili peu de temps avant l’élection présidentielle de 2006. Il y demeure en attendant son extradition vers le Pérou. Le 21 septembre 2007, son extradition est acceptée par la Cour suprême du Chili.
Il est condamné, le 7 avril 2009, à 25 ans de prison par le tribunal de Lima, pour violation des droits de l'homme pendant sa présidence, peine confirmée par la Cour suprême du pays le 2 janvier 2010. Il est également condamné à sept ans et demi de prison pour le détournement des fonds avec lesquels il a payé Vladimiro Montesinos, chef de ses services de renseignement. Il est par ailleurs reconnu coupable, le 30 septembre 2009, d'avoir payé des députés d'opposition et des journalistes et de s'être livré à des mises sur écoute téléphonique d'opposants, de journalistes et d'hommes d'affaires, y compris Mario Vargas Llosa ou Javier Pérez de Cuéllar ; pour ces motifs, il est condamné à six ans de prison. Les peines ne s'additionnant pas au Pérou, il ne devrait effectuer que la plus longue des peines de prison. Il est également condamné, en 2015, à huit ans de prison pour détournement de fonds ; cette peine n'est pas cumulable avec la précédente.
Il est détenu dans une prison dont 10 000 m² sont alloués à son seul usage, disposant d'un jardin planté de 5 000 rosiers, d'une clinique privée, d'un atelier de peinture et d'un salon de réception lui permettant de recevoir des visites sans restriction.

### Première libération anticipée
Les études d'opinion indiquent en 2017 que 60 % des Péruviens sont favorables à son amnistie. Le 24 décembre 2017, le président Pedro Pablo Kuczynski, qui vient d'échapper à une procédure de destitution déposée par l'opposition fujimoriste, lui accorde, contrairement à ses promesses électorales, une grâce présidentielle « humanitaire » en raison notamment de la dégradation de son état de santé. Pour justifier sa décision, critiquée par des familles des victimes de la présidence Fujimori, il reconnaît que l'ancien président est responsable de répressions mais affirme qu'il a aussi contribué à rétablir la stabilité économique et que la grâce constitue un acte de clémence à l'égard d'un homme âgé et malade Le 26 décembre, depuis son lit d'hôpital, Alberto Fujimori demande « pardon du fond du cœur » aux compatriotes qu'il a déçus lors de sa présidence,.
Le 30 décembre 2017, dans un manifeste, quelque 230 auteurs, dont le prix Nobel de littérature 2011 Mario Vargas Llosa, dénoncent la grâce et accusent Kuczynski de l'avoir effectuée en échange de son maintien au pouvoir par l'abstention d'une partie des fujimoristes.
Un accord avait été conclu avec Kenji Fujimori, fils de l'ancien président et personnalité du parti d'opposition Force populaire, qui s'était engagé à convaincre des députés de ne pas voter la destitution du chef de l’État si celui-ci graciait son père. Au contraire, sa fille, Keiko Fujimori, a tenté d’empêcher qu'il soit gracié, craignant qu’en sortant de prison son père ne redevienne le chef de la famille.
Le 5 janvier 2018, il quitte l'hôpital libre de ses mouvements.

### Nouveau procès et annulation de la grâce
Le 20 février 2018, il est renvoyé devant un tribunal pour des faits liés au meurtre de six villageois en 1992.
Le 3 octobre 2018, le juge Hugo Nuñez annule la grâce qui lui avait été accordée en 2017 et ordonne son arrestation immédiate. Il est hospitalisé dans la foulée. Tandis que Fujimori implore les autorités de ne pas le réincarcérer, arguant que ça reviendrait à le « condamner à mort », le ministre de l'Intérieur, Mauro Medina, déclare qu'il est considéré comme détenu et qu'il serait effectivement réincarcéré à sa sortie d'hôpital. Le 6 octobre, la justice refuse de le libérer avant l'examen de son appel contre l'annulation de la grâce. Le 24 janvier 2019, après un an et un mois en liberté, il est réincarcéré.
Un autre procès s'ouvre en mars 2021 concernant la politique de stérilisation forcée pratiquée sur des centaines de milliers de femmes indigènes dans les années 1990. Aucun des responsables de ces pratiques n’a jusqu'alors été condamné.

### Nouvelle libération anticipée
En mars 2022, la Cour constitutionnelle du Pérou ordonne la libération d'Alberto Fujimori, qui souffre de nombreux problèmes de santé. Quelques semaines plus tard, la Cour interaméricaine des droits de l'homme appelle cependant le pays à « s'abstenir d'exécuter » cette décision, ce que fait le gouvernement du président Pedro Castillo.
Par le biais d'un communiqué publié le 5 décembre 2023, la Cour constitutionnelle ordonne la libération « immédiate »  d'Alberto Fujimori, rétablissant la grâce qui lui avait été accordée en 2017 par Pedro Pablo Kuczynski,. La Cour suprême annule également l'enquête portant sur les stérilisations forcées.
Sa libération anticipée provoque une controverse au sein de la société péruvienne. Le vice-président de la conférence épiscopale péruvienne, le cardinal Pedro Barreto, dénonce une « gifle donnée au pays ». Le haut-commissaire des Nations unies aux droits de l'homme, Volker Türk, a qualifié sa libération de « revers inquiétant » pour le droit international. Des manifestations se produisent à Lima et d’autres villes du pays pour réclamer son retour en prison.

### Derniers mois et mort
Le 15 juillet 2024, sa fille Keiko Fujimori annonce qu'il est candidat à l'élection présidentielle péruvienne de 2026.
Il meurt à son domicile, où il vit avec sa fille Keiko, le 11 septembre 2024 d'un cancer de la langue,, alors qu'il souffre d'une lésion cancéreuse à ce niveau depuis environ 27 ans, et qu'une tumeur lui a été diagnostiquée en mai 2024 en août. Trois jours de deuil national sont décrétés dans le pays.

## Iconographie
En 2003, dans son tableau La realidad es asi n°2 (Vélasquez), le peintre péruvien Herman Braun-Vega met un journal avec un article sur la fuite de Fujimori au Japon, dans les mains du nain tiré du tableau Le Bouffon don Diego de Acedo, le Cousin de Vélasquez qui devient une représentation allégorique de tous les dirigeants péruviens qui « se prennent tous pour des Espagnols même s'ils sont métis » et donc de Fujimori en particulier.